# 1 VIII 1944. Warszawa
1 VIII 1944. Warszawa – minialbum słoweńskiego zespołu muzycznego Laibach. Wydawnictwo ukazało się 11 lipca 2014 roku nakładem Narodowego Centrum Kultury. Produkcja powstała z okazji 70. rocznicy powstania warszawskiego.
Minialbum został w całości zaprezentowany w 2014 roku podczas Międzynarodowego Festiwalu Producentów Muzycznych Soundedit w Łodzi.

## Lista utworów
Opracowano na podstawie materiału źródłowego.
| Nr | Tytuł utworu             | Autorzy                                                           | Długość |
| -- | ------------------------ | ----------------------------------------------------------------- | ------- |
| 1. | „Warszawskie dzieci”     | Andrzej Panufnik, Michał Zieliński, Stanisław Ryszard Dobrowolski | 4:04    |
| 2. | „Zog Nit Keyn Mol”       | Daniel Pokrass, Dmitry Pokrass, Hirsh Glick                       | 3:37    |
| 3. | „Mach Dir Nichts Daraus” | Franz Grothe, Willy Dehmel                                        | 5:11    |
|    |                          |                                                                   | 12:52   |

## Twórcy
Opracowano na podstawie materiału źródłowego.
| - Boris Benko – adaptacja (1, 2), produkcja muzyczna (1, 2), realizacja nagrań (1, 2), wokal (1, 2) - Luka Jamnik – adaptacja (3), produkcja muzyczna (3), realizacja nagrań (3) - Primož Hladnik – adaptacja (1, 2), produkcja muzyczna (1, 2), realizacja nagrań (1, 2) - Milan Fras – wokal (1, 2, 3) - Mina Špiler – wokal (3) - Jani Hace – gitara basowa (2) |  | - Eva Kosel – opracowanie graficzne - Marek Horodniczy – koncepcja oprawy graficznej - Maciej Werk – producent wykonawczy - Tom Meyer – mastering - Marian Grabski – zdjęcia |